# Pyaemia
Pyaemia (v překladu z angličtiny pyémie, jedná se o lékařský termín, kdy v krvi koluje hnis či infikované krevní sraženiny – tromby) byla nizozemská brutal death metalová kapela aktivní v letech 1995 až 2005.
Debutové a zároveň jediné studiové album Cerebral Cereal vyšlo v roce 2001 pod hlavičkou amerického vydavatelství Unique Leader Records. Mimo něj kapela vydala vlastním nákladem jedno demo a jedno EP. V roce 2004 si dali členové skupiny pauzu kvůli zranění zápěstí bubeníka Robberta Vrijenhoeka. V roce 2005 se Pyaemia rozpadla poté, co se zdravotní stav Vrijenhoeka nelepšil.

## Diskografie
Dema
- Promotape (1997)

EP
- Cranial Blowout (1998)

Studiová alba
- Cerebral Cereal (2001)[1]